# Податкова застава
Податкова застава — спосіб забезпечення сплати платником податків грошового зобов'язання та пені, не сплачених таким платником у визначений строк.
В Україні цей строк визначається Податковим кодексом України.
Податкова застава є одним з найефективніших способів забезпечення виконання податкового зобов'язання платника податків, не погашеного у строк. У силу податкової застави держава (територіальна громада) має право в разі невиконання забезпеченого податковою заставою податкового зобов’язання одержати задоволення з вартості заставленого майна переважно перед іншими кредиторами у порядку, встановленому законом. Пріоритет заставодержателя на задоволення вимог із заставленого майна встановлюється відповідно до закону.
Право податкової застави виникає згідно із Податковим кодексом України та не потребує письмового оформлення. Право податкової застави виникає у разі:
- несплати у 10-денний строк суми податкового зобов’язання, самостійно визначеної платником податків у податковій декларації, по закінченню граничного строку подання податкової декларації – з дня, що настає за останнім днем зазначеного строку;
- несплати у 10 денний строк суми грошового зобов’язання, самостійно визначеної контролюючим органом, – з дня виникнення податкового боргу.

Право податкової застави поширюється на будь-яке майно платника податків, яке перебуває в його власності (господарському віданні або оперативному управлінні) у день виникнення такого права і балансова вартість якого відповідає сумі податкового боргу платника податків, крім випадків, передбачених пунктом 89.5 статті 89 Податкового кодексу України, а також на інше майно, на яке платник податків набуде прав власності у майбутньому. У разі якщо балансова вартість такого майна не визначена, його опис здійснюється за результатами оцінки, яка проводиться відповідно до Закону України “Про оцінку майна, майнових прав та професійну оціночну діяльність в Україні”. Право податкової застави не може бути поширено на окремі види майна, перелік яких визначено Податковим кодексом України.
Майно, на яке поширюється право податкової застави, оформлюється актом опису. До акта опису включається ліквідне майно, яке можливо використати як джерело погашення податкового боргу. Опис майна у податкову заставу здійснюється на підставі рішення керівника органу державної податкової служби, яке пред’являється платнику податків, що має податковий борг.
Акт опису майна, на яке поширюється право податкової застави, складається податковим керуючим у порядку та за формою, що затверджені центральним органом державної податкової служби. У разі якщо на момент складення акта опису майно відсутнє або його балансова вартість менша від суми податкового боргу, право податкової застави поширюється на інше майно, на яке платник податків набуде право власності у майбутньому до погашення податкового боргу в повному обсязі. Якщо майно платника податків є неподільним і його балансова вартість більша від суми податкового боргу, таке майно підлягає опису у податкову заставу у повному обсязі. Заміна предмета застави може здійснюватися тільки за згодою органу державної податкової служби. Орган державної податкової служби зобов’язаний безоплатно зареєструвати податкову заставу у відповідному державному реєстрі.
Платник податків зберігає право користування майном, що перебуває у податковій заставі, якщо інше не передбачено законом. Відчуження майна, що перебуває у податковій заставі, можливе тільки за згодою органу державної податкової служби, а також у разі, якщо орган державної податкової служби впродовж десяти днів з моменту отримання від платника податків відповідного звернення не надав такому платнику податків відповіді щодо надання (ненадання) згоди.
Якщо в податковій заставі перебуває лише готова продукція, товари та товарні запаси, платник податків може відчужувати таке майно без згоди органу державної податкової служби за кошти за цінами, що не є меншими за звичайні, та за умови, що кошти від такого відчуження будуть направлені в повному обсязі в рахунок виплати заробітної плати, єдиного внеску на загальнообов’язкове державне соціальне страхування та/або погашення податкового боргу.
У разі відчуження або оренди (лізингу) майна, яке перебуває у податковій заставі, платник податків за згодою органу державної податкової служби зобов’язаний замінити його іншим майном такої самої або більшої вартості. Зменшення вартості заміненого майна допускається тільки за згодою органу державної податкової служби за умови часткового погашення податкового боргу. У разі здійснення операцій з майном, яке перебуває у податковій заставі, без попередньої згоди органу державної податкової служби платник податків несе відповідальність відповідно до закону.
Майно платника податків звільняється з податкової застави з дня:
- отримання органом державної податкової служби підтвердження повного погашення суми податкового боргу в установленому законодавством порядку;
- визнання податкового боргу безнадійним;
- прийняття відповідного рішення судом у межах процедур, визначених законодавством з питань банкрутства;
- отримання платником податків рішення відповідного органу про скасування раніше прийнятих рішень щодо нарахування суми грошового зобов’язання або його частини (пені та штрафних санкцій) внаслідок проведення процедури адміністративного або судового оскарження;

Підставою для звільнення майна платника податків з-під податкової застави та її виключення з державних реєстрів застав рухомого або нерухомого майна є відповідний документ, що засвідчує закінчення будь-якої із зазначених подій.